# Phenacoccus stelli
Phenacoccus stelli är en insektsart som först beskrevs av Charles Kimberlin Brain 1915.  Phenacoccus stelli ingår i släktet Phenacoccus och familjen ullsköldlöss. Inga underarter finns listade i Catalogue of Life.